# دانشگاه اکستر
دانشگاه اکستر (به انگلیسی: University of Exeter) یک دانشگاه تحقیقاتی دولتی در اکستر واقع در جنوب‌غرب انگلستان است. مؤسساتی که ریشه این دانشگاه به آنان بازمی‌گردد، کالج سنت لوک، مدرسه علوم اکستر، مدرسه هنر اکستر و مدرسه معدن کامبورن هستند که به ترتیب در سال‌های ۱۸۳۸، ۱۸۵۵، ۱۸۶۳ و ۱۸۸۸ میلادی تأسیس شده بودند. این مؤسسات سپس در سال ۱۹۵۵ میلادی پس از دریافت منشور سلطنتی ادغام شده و دانشگاه اکستر را تشکیل دادند.
دانشگاه اکستر، از سوی نشریهٔ Sunday Times، به‌عنوان یکی از دانشگاه‌های Ivy League‏ (نُه دانشگاه برترِ انگلستان) معرفی شده‌است. دانشگاه اکستر توسط نشریهٔ Times Higher Education در سال ۲۰۰۸–۲۰۰۷، به‌عنوان «دانشگاه سال» معرفی شد. این دانشگاه در «ارزیابی دانشجویی ملی» که از سال ۲۰۰۵ آغاز شد، تاکنون جزء ۱۰ دانشگاه برتر، بوده‌است. دانشگاه اکستر، در آخرین رده‌بندی دانشگاه‌های انگلستان، رتبهٔ بین ۹ تا ۱۵ را در کشور کسب کرد.
دانشگاه اکستر در مارس ۲۰۱۲ به گروه راسل پیوست. این دانشگاه همچنین عضو انجمن دانشگاهی اروپایی است.

## رتبه‌بندی
در رتبه‌بندی دانشگاهی جهان QS در سال ۲۰۲۰ دانشگاه اکستر در رتبه ۱۶۳ دنیا و ۲۴ام بریتانیا قرار گرفته‌است. همچنین بر اساس رتبه‌بندی مؤسسه تایمز در سال ۲۰۲۰ این دانشگاه در رتبه ۱۴۶ دانشگاه‌های جهان قرار دارد.

## دانشکده‌ها
دانشکده‌های دانشگاه اکستر عبارتند از :
- دانشکده کسب‌وکار
- دانشکده مهندسی، ریاضیات و علوم فیزیک
- دانشکده علوم انسانی
- دانشکده علوم محیطی
- دانشکده پزشکی و سلامت
- دانشکده علوم اجتماعی و مطالعات بین‌المللی